# Laos en los Juegos Olímpicos de Tokio 2020
Laos estuvo representado en los Juegos Olímpicos de Tokio 2020 por cuatro deportistas, dos hombres y dos mujeres, que compitieron en tres deportes.
Los portadores de la bandera en la ceremonia de apertura fueron el nadador Santisouk Inthavong y la atleta Silina Pha Aphay. El equipo olímpico laosiano no obtuvo ninguna medalla en estos Juegos.